# Ploumanac'h
Ploumanac'h (prononcé en français [plumanak] ou [plumana], et en breton [pluˈmãːnax]) est un bourg de la commune de Perros-Guirec du département des Côtes-d'Armor, dans la région Bretagne, en France. En 2015, le bourg est désigné « Village préféré des Français » à la suite d'un concours organisé par France 2.

## Géographie

### Situation
Le village de Ploumanac'h est situé à trois kilomètres au nord-ouest du centre-ville de Perros-Guirec. En voiture, il n'est accessible que par une seule route, la D788 entre Perros-Guirec et Trégastel au carrefour qui se situe en contrebas du bourg de La Clarté et du sémaphore.

### Cadre géologique

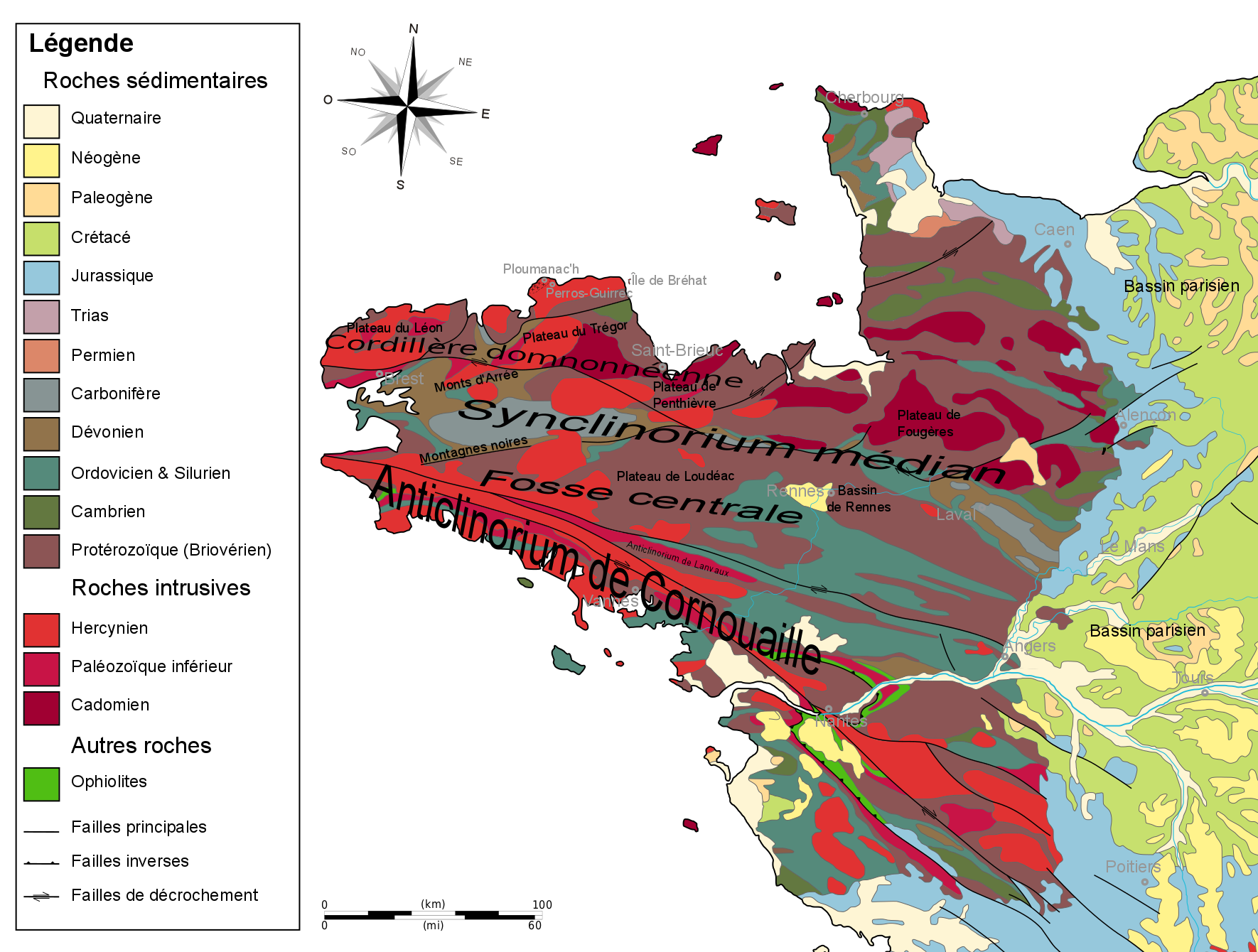
Carte géologique.

Sur la côte de granit rose, des formations sédimentaires et volcano-sédimentaires plus ou moins métamorphiques du Briovérien sont recoupées par l'immense batholite granitique intrusif cadomien de Bréhat-Perros-Guirec. À l'ouest, s'est mis en place le massif granitique de Ploumanac'h, de dimension modeste (ellipse de 12,4 x 7,7 km en prenant en compte le plongement progressif en mer d'une plate-forme à écueils). Ce massif trégorrois montre une remarquable disposition des différents ensembles lithologiques en trois auréoles concentriques. Constitué de l’intrusion successive de trois corps magmatiques , ce pluton polyphasé réalise ce que l’on nomme un « complexe centré ». Ce massif granitique est accessible dans toutes ses composantes grâce au découpage du rivage, à l'importance de l'estran et au nombre d'îlots granitiques proches de la côte. La variété pétrographique et structurale (foliation, enclaves) des roches magmatiques constitue ainsi un véritable musée à ciel ouvert pour les géologues amateurs et professionnels.
Au niveau de la plage de Pors Rolland, affleure l'orthogneiss icartien au faciès blastomylonitique, daté de 2 milliards d'années, constitué généralement de panneaux métriques à décamétriques qui pourraient représenter l'encaissant métamorphique du batholite nord-trégorrois. Des filons d'alimentation du granite rose de l'auréole externe du Complexe de Ploumanac'h pénètrent dans le socle orthogneissique icartien et recoupent aussi des filons de dolérite sombre alimentant la même auréole externe en gabbros. Le chaos granitique appelé Pointe du Château du Diable est la propriété de Conservatoire du littoral.

## Toponymie
Le nom Ploumanac'h provient de la déformation du breton Poull Manac'h, signifiant « la mare du moine ». Ici, l'élément « plou » n'est donc pas issu de plebs, « paroisse », à l'inverse de beaucoup de communes bretonnes. La tradition veut que Saint Guirec ait débarqué sur la grève de Ploumanac'h au VIIe siècle, un oratoire plus tardif commémorant cette arrivée.

## Climatologie
En raison de sa situation sur le littoral de la Manche, le climat de Ploumanac'h est tempéré océanique. La ville est soumise aux influences maritimes toute l'année, aux étés et hivers doux. La neige est rare et les pluies modérées.
| Mois                              | jan. | fév. | mars | avril | mai  | juin | jui. | août | sep. | oct. | nov. | déc.  | année |
| --------------------------------- | ---- | ---- | ---- | ----- | ---- | ---- | ---- | ---- | ---- | ---- | ---- | ----- | ----- |
| Température minimale moyenne (°C) | 5,7  | 5,4  | 6,3  | 7,9   | 10   | 12,6 | 14,2 | 14,6 | 13,7 | 11,5 | 9,3  | 5,9   | 9,8   |
| Température maximale moyenne (°C) | 9,5  | 9,8  | 11,3 | 13,6  | 15,7 | 18,3 | 20,1 | 20,2 | 19,4 | 16,6 | 13,5 | 9,9   | 14,8  |
| Précipitations (mm)               | 82,8 | 65   | 58,2 | 47,2  | 58,6 | 48,8 | 55,3 | 46,4 | 31,1 | 74,6 | 93,4 | 101,4 | 762,8 |

## Héraldique
| Blason de Ploumanac'h | Blason  | D’azur à l’oratoire de saint Guirec d’argent ; au chef du même chargé de trois mouchetures d’hermine de sable alternant avec deux cœurs de gueules. |
| Blason de Ploumanac'h | Détails | Le statut officiel du blason reste à déterminer. |

## Lieux et monuments

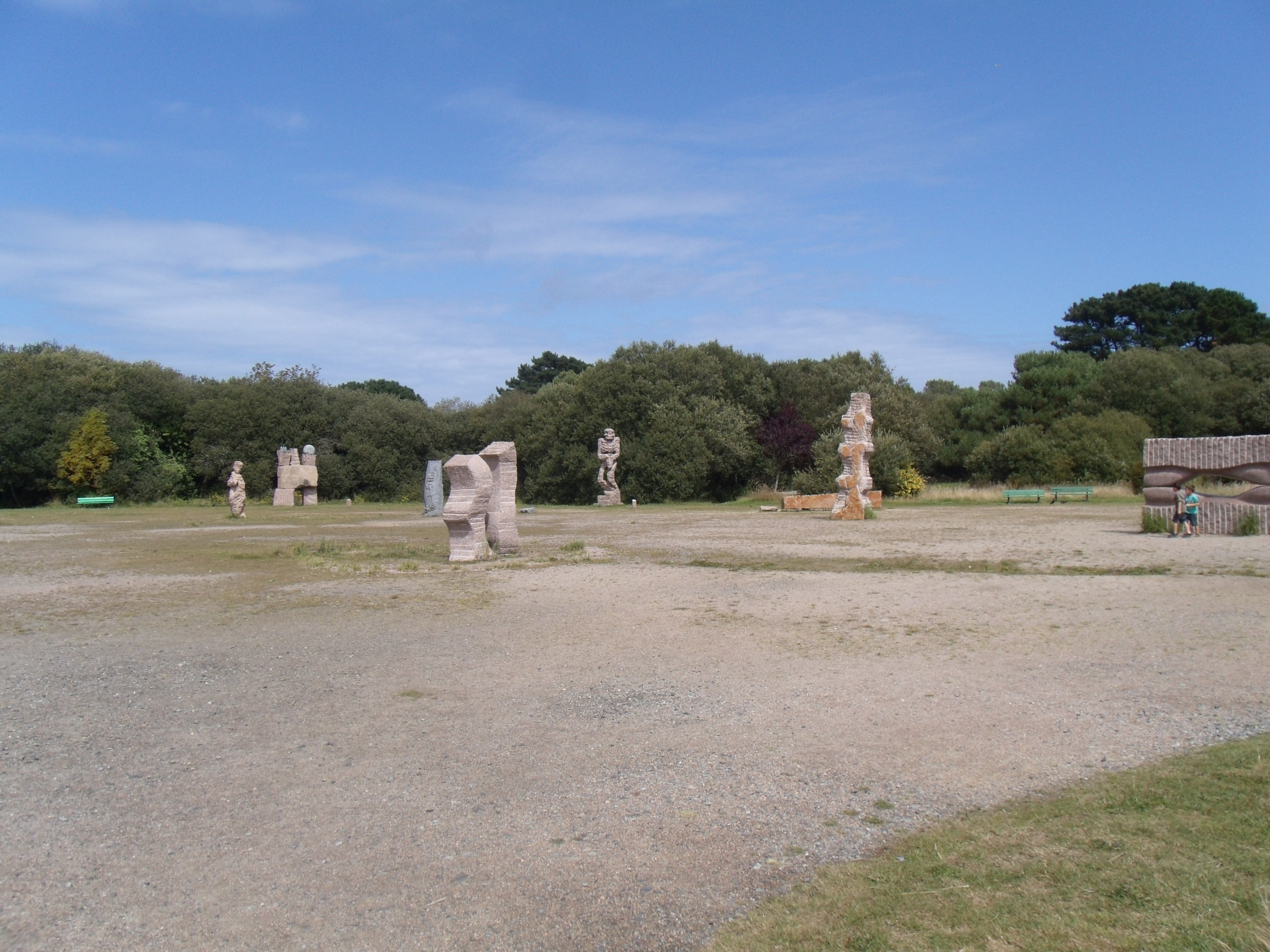
Le parc des sculptures.

### Le parc des sculptures
En allant vers le bourg, il est situé peu après le carrefour avec la D788. Parmi les sculptures de granit, citons Femme Fleur ou femme enceinte de Wattel en granit beige de Bignan.

### Le port

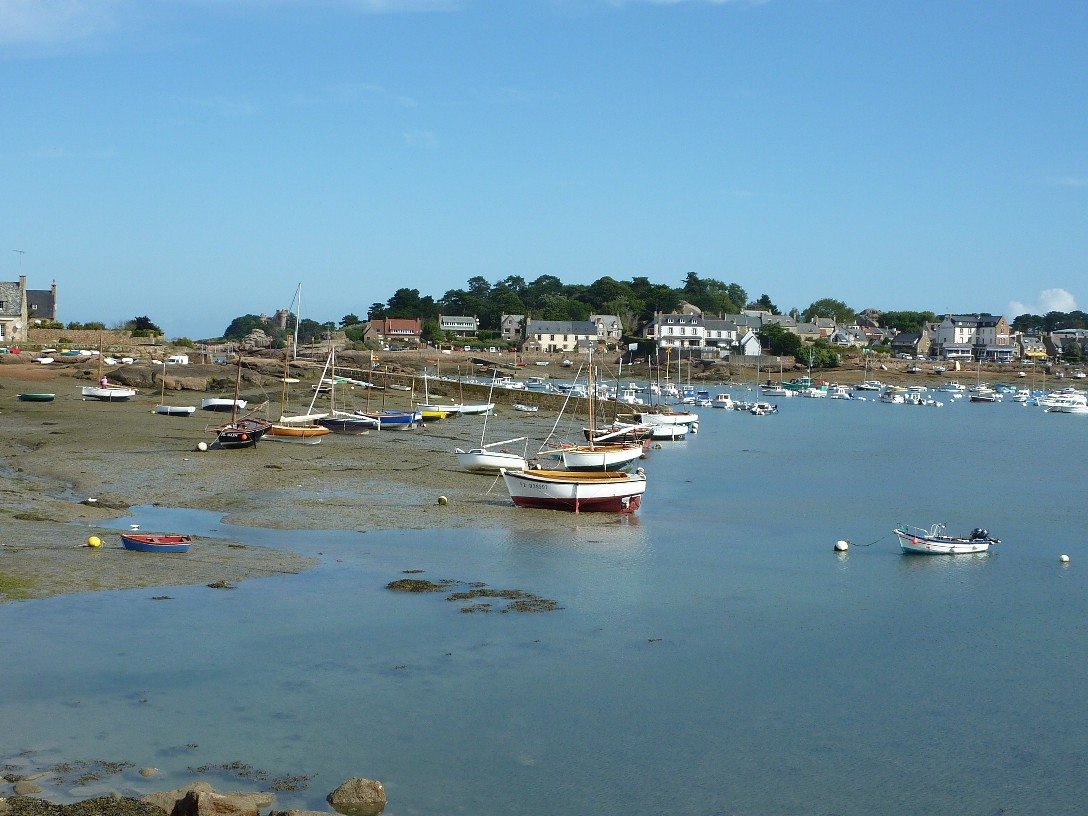
Vue depuis le moulin à marée de Trégastel.

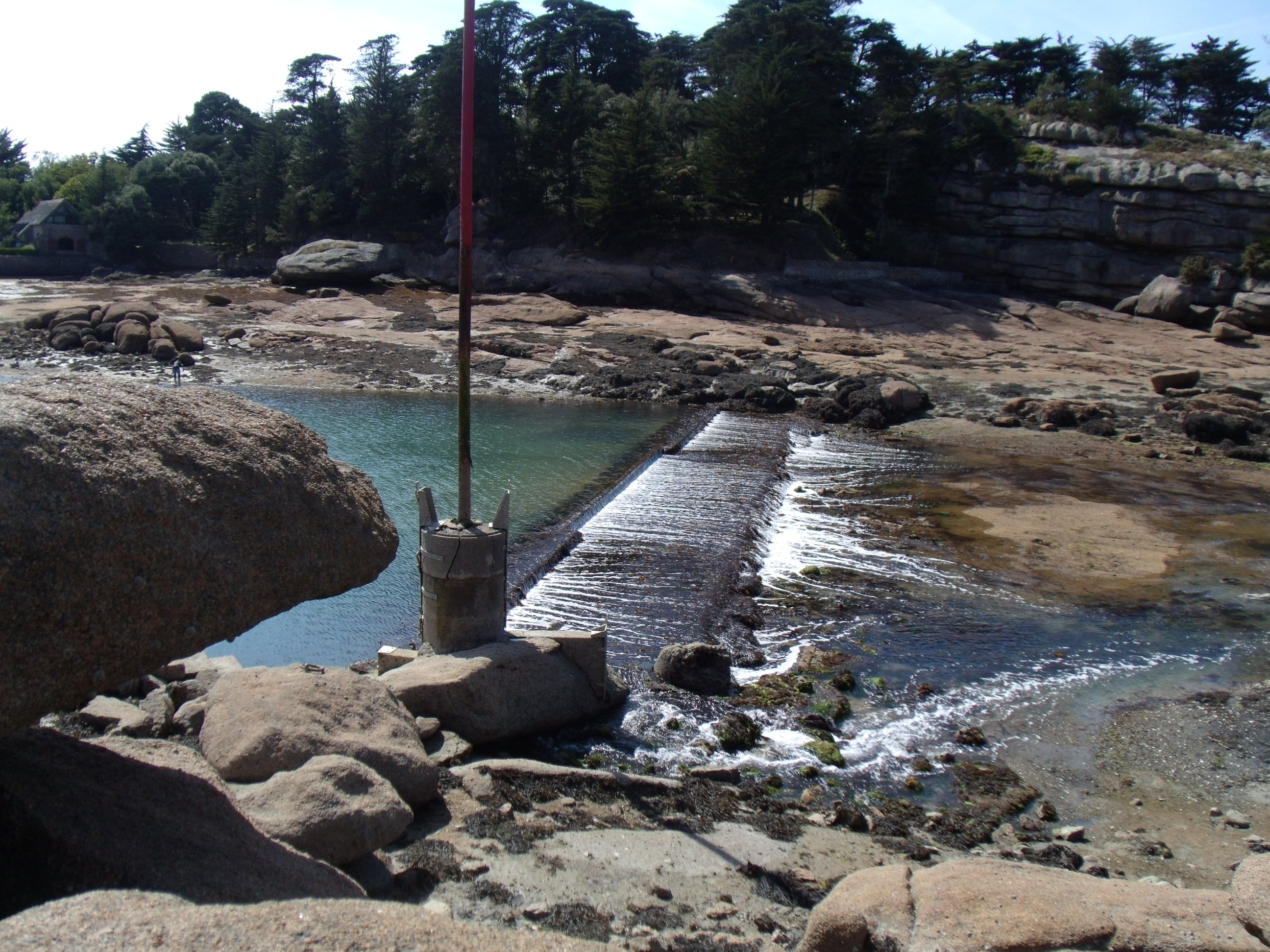
Le seuil à marée très basse.

- Le port naturel de Ploumanac'h est un des plus protégés de la côte nord de Bretagne. Il est formé par la réunion des deux ruisseaux du Traouïero (le grand et le petit Traouïero). En 1861, les marins de Ploumanac'h sollicitent du ministère des Travaux publics, l'établissement d'une jetée pour permettre des communications entre les bateaux et la terre par tous temps. Le lieu choisi est Pen-an-Crec'h, où les rochers alentour sont utilisés à la construction d'une cale, destinée aux bateaux de pêche locaux. La cale sera construite vers 1883.

Aujourd'hui, le port est relativement important car il possède 250 places sur bouées, ainsi que 150 places en échouage. Même en cas de très basse mer, il reste toujours un peu d'eau dans le port due à la présence d'un seuil à −2,55 m. Une échelle de hauteur d'eau est affichée à l'entrée du port, qui permet de savoir si le passage du seuil est possible par rapport au tirant d'eau du bateau.
Le cotre Kotick (classé au titre des monuments historiques) y est mouillé.
En saison, des navettes touristiques partent du port en direction des Sept-Îles.

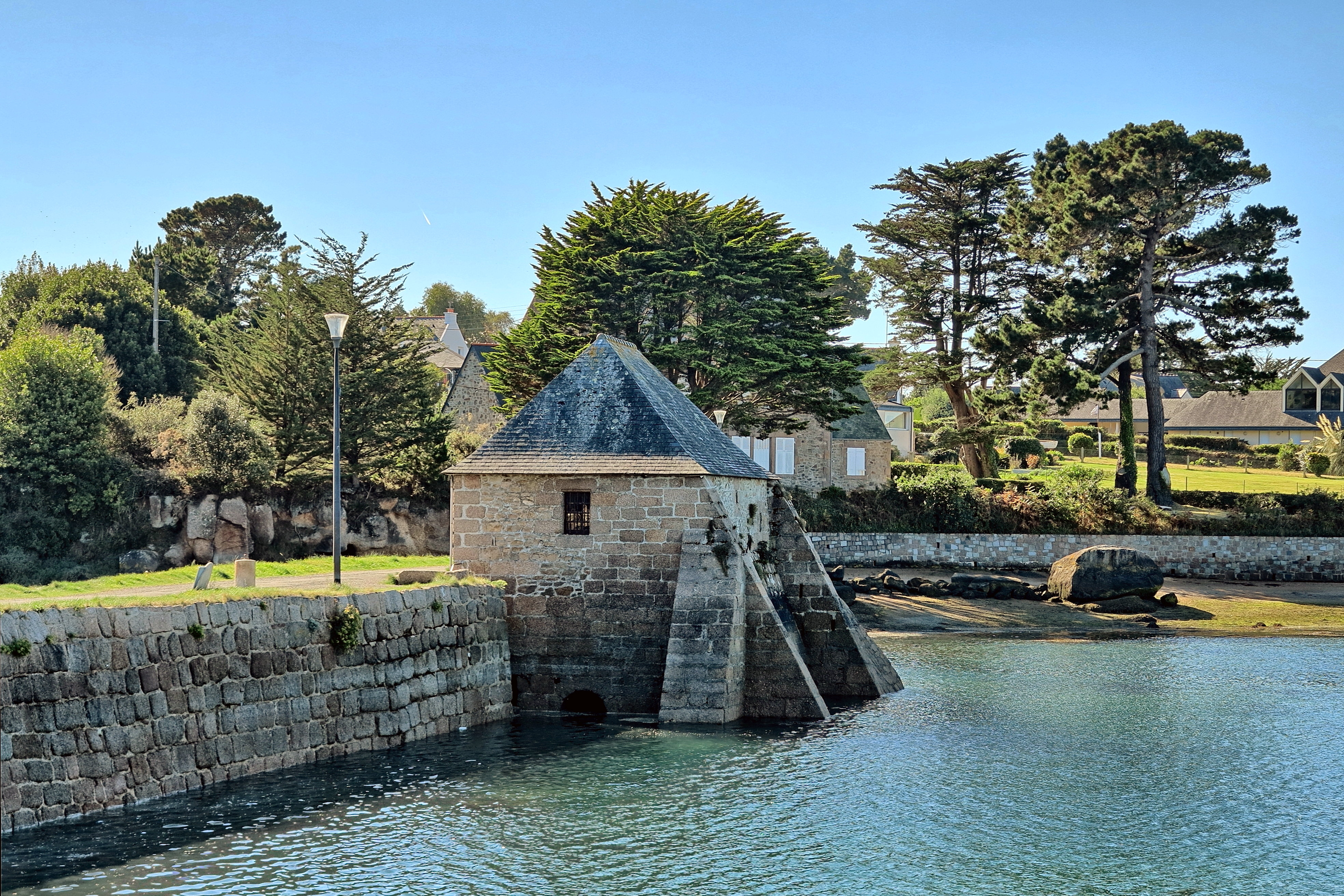
Le moulin à marée en 2021.

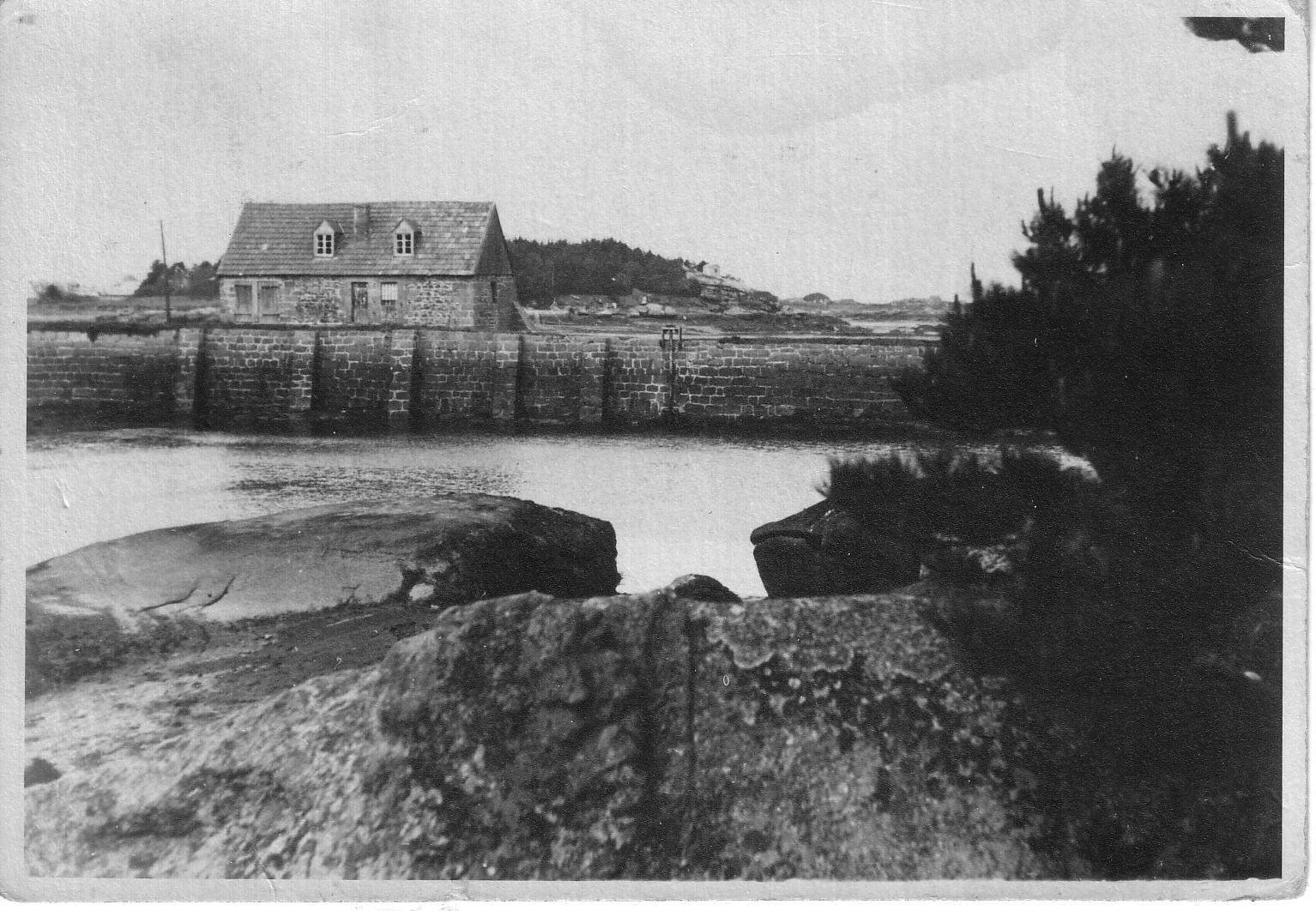
Le moulin à marée au milieu du XXe siècle.

- Deux moulins à marée, un moulin à glace et un moulin à blé (situé à Trégastel), séparent le port de la vallée des Traouïero, qui elle-même, sépare Ploumanac'h de Trégastel.

Le moulin de Ploumanac'h, fonctionnait grâce au flux et au reflux de la marée et se trouve au bas de la vallée du Petit Traouïero. Il semble qu’un premier moulin ait fonctionné à cet endroit dès le XIVe siècle. C’est en 1833 qu’un nouveau moulin, comportant deux roues, l’a remplacé. En 1888, le bâtiment a été agrandi et couvert d’un toit en tuile rouge d’où son nom de Milin Ru (le moulin rouge en breton, à la différence de l'autre moulin qui était appelé Milin Glaz, le moulin bleu). À partir de 1892, le moulin a été utilisé pour fabriquer de la glace à l’aide d'une machine conçue par Pictet. Cette glace était utilisée pour la conservation des poissons ramenés par les pêcheurs de Ploumanac'h.

En 1896, Bruno Abakanowicz acheta ce moulin à un boulanger. En 1904 et les années suivantes, les habitants protestèrent contre la pose de clôtures sur la chaussée, qui en interdisaient le passage. En 1919-20, le moulin arrête de fonctionner. En 1965, il fut question d'y construire une maison d'habitation, mais en 1968, le moulin était acheté par la commune. Les premiers travaux de rénovation sont conduits par l'architecte des bâtiments de France Bideau, avec un projet de musée, tout en conservant la toponymie originale. Cependant, les travaux ne furent pas poursuivis. La couverture, en chaume à l'origine, puis en tuiles rouges aux XIXe et XXe siècles, est en ardoises depuis 1965.

### Les deux plages
- La Bastille : cette crique, située entre la plage de Saint-Guirec et le port de Ploumanac'h, tire son nom du fait qu’elle joua, par le passé, un rôle de place forte. En 1856, il fut envisagé d’édifier un phare sur le sommet du rocher Castel Braz qui domine la plage et culmine à une hauteur de 28 mètres. Le projet fut toutefois abandonné au profit du site de Mean-Ruz.

|  |

- L'Anse Saint-Guirec (ou plage Saint-Guirec), Le chapeau de Napoléon est un rocher qui surplombe la baie.

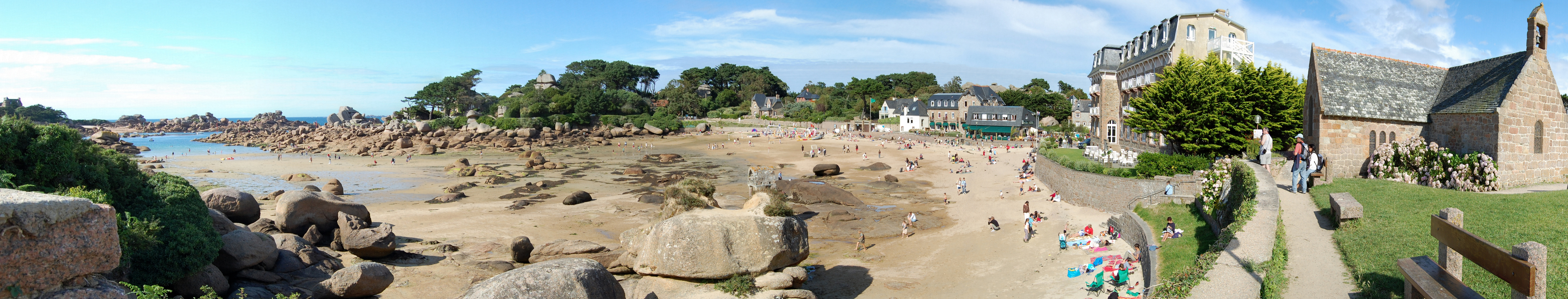
Vue panoramique de l'anse Saint-Guirec en 2007 depuis la chapelle Saint-Guirec (à l'extrême droite) ; l'oratoire de Saint-Guirec est visible au centre du panorama et le château de Costaérès à l'extrême gauche.

### Bâtiments religieux

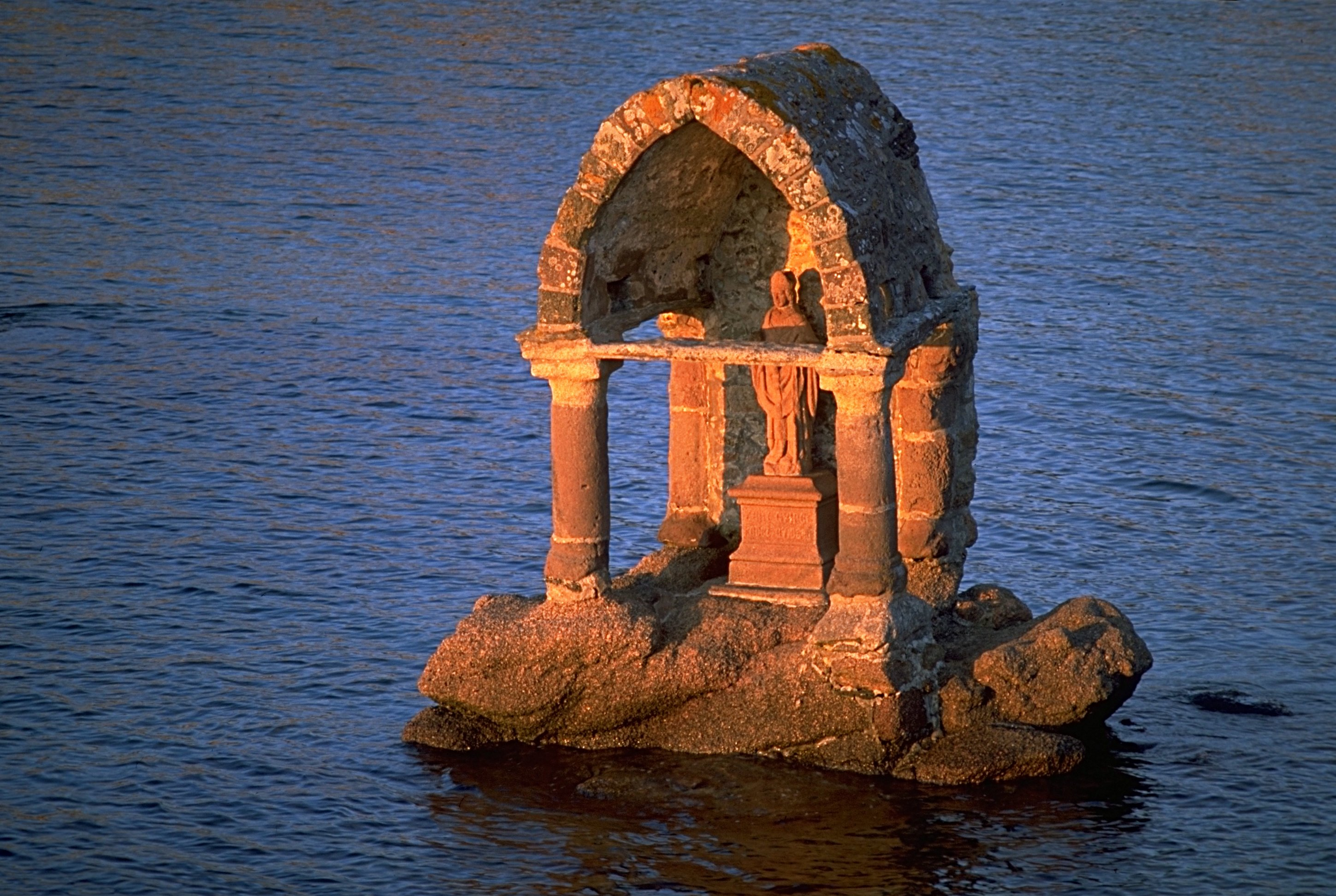
L'oratoire de Saint-Guirec à marée haute.

- l'oratoire de Saint-Guirec : selon la légende, c'est sur cette plage qu'accosta le moine saint Guirec au VIIe siècle. Un oratoire, édifié à même la plage au XIe siècle, perpétue la mémoire du saint ;

- la chapelle Saint-Guirec[13] : au XVIe siècle, les moines de l'abbaye de Bégard font construire un édifice de pierre. Cet édifice primitif est restauré aux XVIIIe et XIXe siècles. Il est agrandi une première fois au début du XXe siècle, et à nouveau en 1938 : deux transepts sont ainsi ajoutés à la nef d'origine. Cette chapelle de marins abrite, entre autres, un Christ en croix, un saint Julien en tenue de soldat romain, du XVe siècle, une pietà et un saint Sébastien, du XVIe siècle, un saint Yves ainsi qu'un tableau représentant:  Comment saint Guirec vint en Bretagne, huile sur toile d'Albert Clouard (1866-1952) ;

- le calvaire de la chapelle Saint-Guirec.

### Le phare

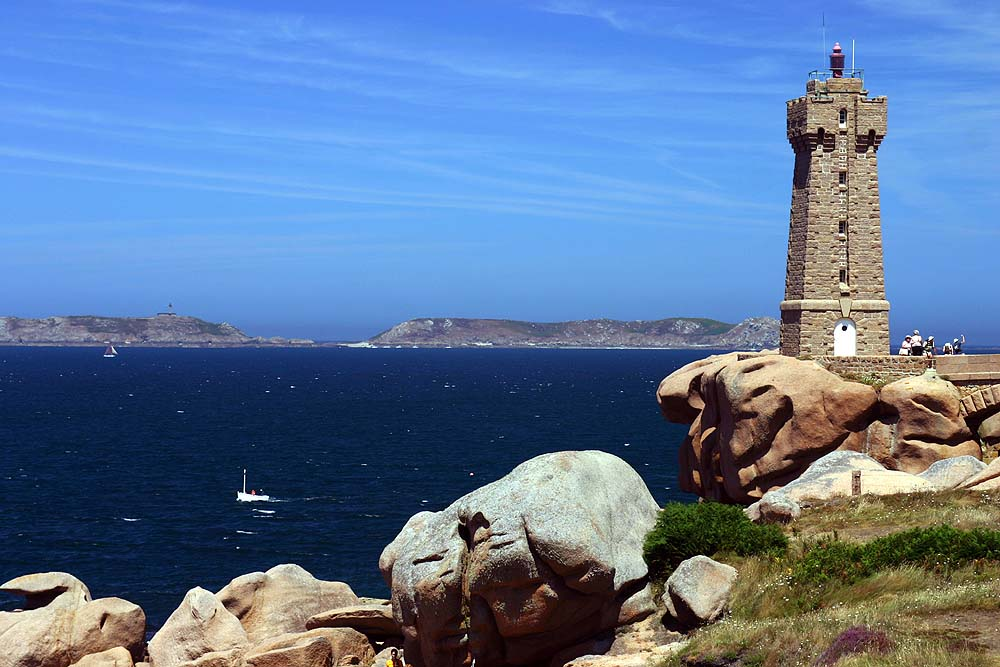
Le phare avec l'archipel des Sept-Îles en arrière-plan.

Le premier phare de Ploumanac'h (ou phare de Mean Ruz) date de 1860. Détruit en 1944, il a été remplacé par le phare actuel en 1945. Il indique l'entrée de la passe menant au port de Ploumanac'h. De nuit, il est repérable grâce à son feu rouge à occultations avec un secteur blanc, cette dernière couleur n'étant visible qu'entre l'île Tomé et l'île Rouzic.
Du phare, on a une vue directe sur le château de Costaérès, l'île Renote et sur les Sept-Îles.

### L'anse de Pors Kamor

L'anse de Pors Kamor - abri du canot tous temps de la SNSM ; au fond, les Sept-Îles.

L'anse de Pors Kamor est le seul lieu toujours à flot, proche du port intérieur de Ploumanac'h, accessible seulement à marée haute.  Il abrite le canot de sauvetage Président Toutain (SNS 098) depuis 2002.

### Le Skewell

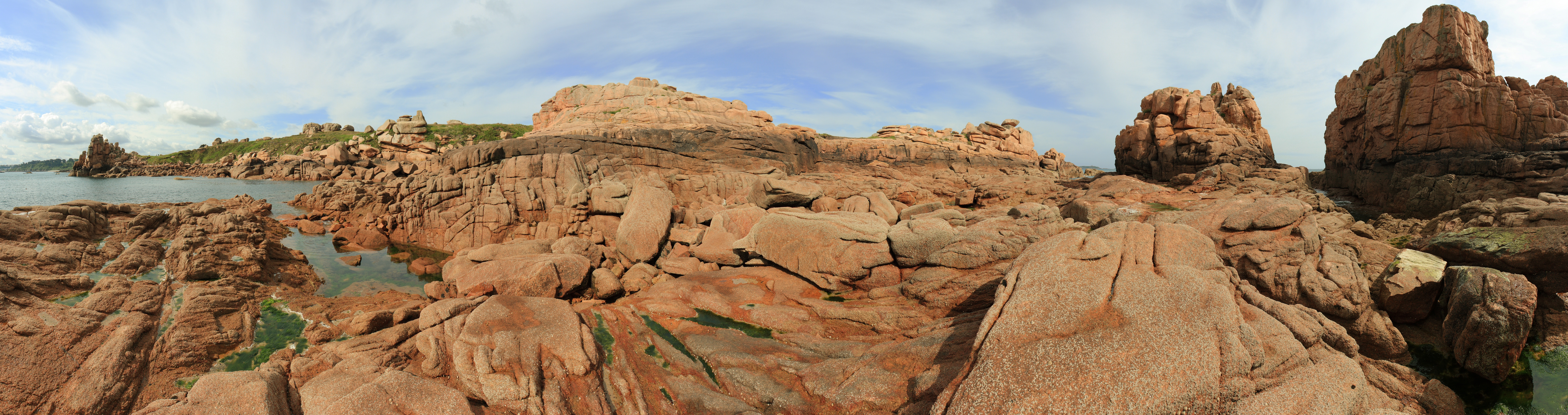
Les rochers entre Pors Kamor et le Skewell.

La pointe du Skewell (en breton : Ar Skewell) constitue l’un des éperons rocheux les plus avancés du site naturel de Ploumanac'h. À cet endroit, la houle est particulièrement forte. Lorsque la mer est agitée, le déferlement des vagues y devient impressionnant.
Le sentier des douaniers qui part de Saint-Guirec en passant par le Skewell fait partie du site de Ploumanac'h qui est classé patrimoine national. Il est la propriété du conservatoire du littoral. Devant l'afflux de visiteurs (plus d'un million par an), le site a fait l'objet de mesures de protection : des sentiers balisés ont été créés afin de préserver la flore.
Vers l'est, avant de quitter Ploumanac'h et le site naturel, se découvre la plage de Pors-Rolland bordée par d'énormes blocs rocheux dont la Pointe du Château du Diable.
Ensuite, après avoir contourné le camping, le sentier passe sous le virage panoramique de La Clarté.

### La fréquentation touristique
Selon les estimations, environ 800 000 personnes arpentent chaque année le sentier des douaniers, un tronçon du GR 34, à Ploumanac'h, dont 350 000 en juillet-août. L'élection en 2015 de Ploumanac'h comme "Village préféré des Français" a contribué à augmenter la fréquentation. 
Le 7 mai 2022 l'association « Côte de Granit Rose » a officialisé le projet de candidature au Patrimoine naturel et culturel de l'UNESCO.

## Personnalités liées à Ploumanac'h
- La romancière française Violette Leduc (1907-1972) y passait des vacances[15].
- Le peintre Georges Sabbagh, père de l'homme de télévision des années 1950-1970 Pierre Sabbagh (natif de Lannion) y séjourne de 1916 à 1936 et fait construire une maison[16] en 1933[17]
- Le peintre Henri Rivière (1864-1951) a laissé notamment deux toiles liées à Ploumanac'h[18],[19].
- Le peintre André-Léon Vivrel (1886-1976) fréquenta Ploumanac'h et en fit un de ses thèmes de prédilection[20].

## Tableaux représentant Ploumanac'h

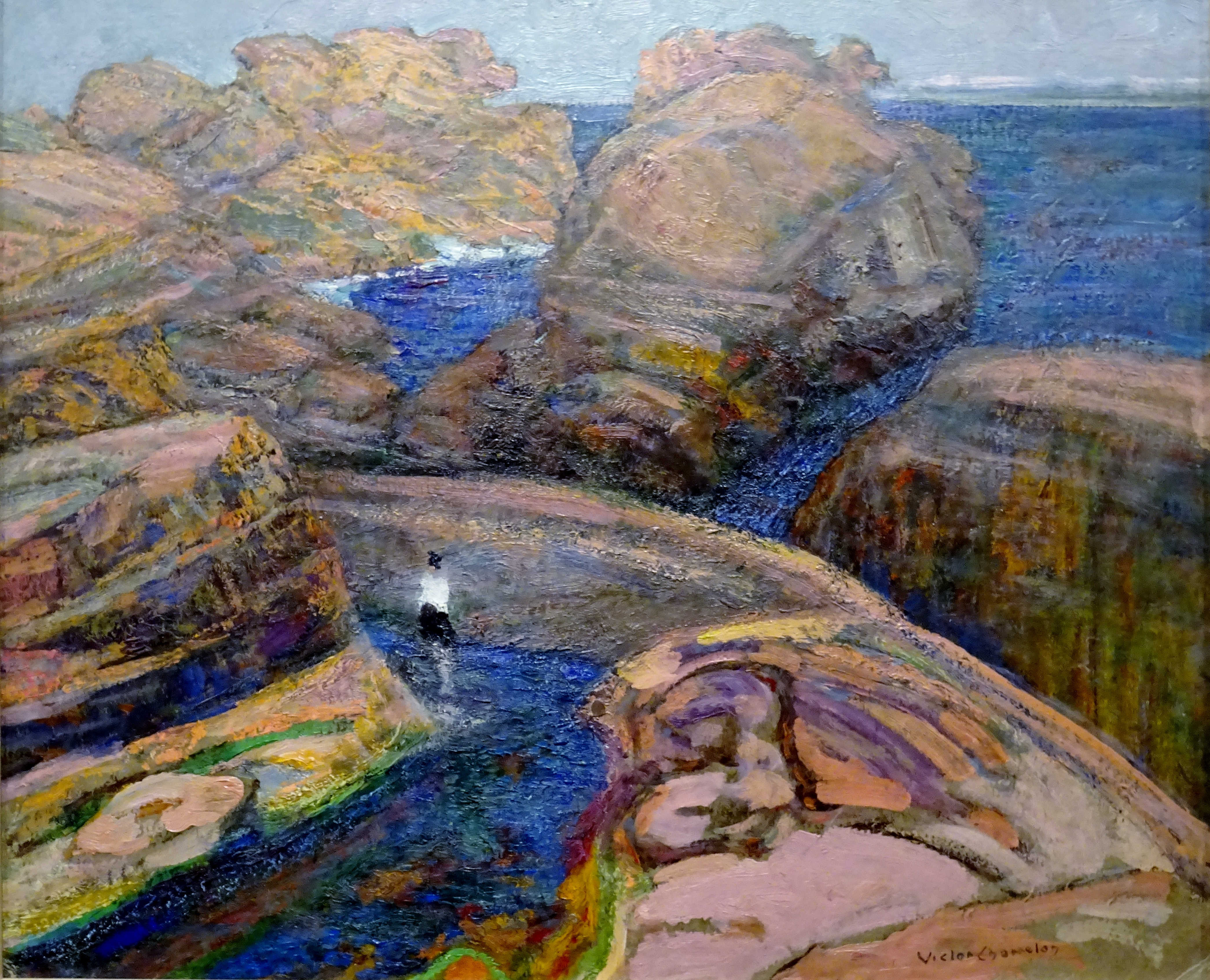
Victor Charreton : Rochers rouges à Ploumanac'h (huile sur carton, collection particulière).

## Transports
Le hameau est accessible grâce aux cars du réseau TILT, par la ligne D/E.

## Manifestations
- La fête des vieux gréements.
- Le pardon de Saint-Guirec (week-end de l'Ascension)[21].